# Едвард Дженнер
Е́двард Дже́ннер (англ. Edward Jenner; 17 травня 1749, Берклі (Глостершир) — 26 січня 1823, Берклі) — англійський лікар, який першим винайшов і застосував щеплення коров'ячої віспи людям від натуральної віспи, що була тривалий час (VI—XVIII ст.) найбільшою причиною смертності в людській популяції серед усіх інфекційних хвороб. За часів Дженнера натуральна віспа знищила близько 10 % британського населення, а у містах забирала життя 20 %, тому що там легше поширювалася.
У 1796 році Дженнер відкрив і експериментально підтвердив, що щеплення коров'ячої віспи створює у людини імунітет від натуральної віспи. Термін «вакцинація» (від лат. variola vaccinia — коров'яча віспа), як означення усіх заходів створення штучного імунітету завдяки введенню вакцин ввів Луї Пастер наприкінці XIX століття.

## Біографія
Народився восьмим з дев'яти дітей у сім'ї преподобного Стівена Дженнера, ректора Рокгемптона, вікарія Берклі, релігійного художника і Сари Гід. Батько Дженнера володів значними ділянками землі в околицях Берклі. У 1754 році, коли Едварду було п'ять років, обидва батьки померли протягом декількох тижнів один від одного, і він потрапив під опіку свого старшого брата, преподобного Стівена Дженнера, який змінив їхнього батька на ректорстві Рокгемптона. Едвард отримав міцну базову освіту. Перше навчання Дженнера отримав від преподобного містера Кліссольда в сусідньому селі Воотон-андер-Едж. Пізніше його направили в гімназію доктора Васбурна в Сіренсестрі. Потім він був поміщений під опіку священнослужителів у Воотон-андер-Еджі, який дали йому навички у класичних знаннях. За цей час йому прищепили натуральну віспу методом варіоляції, що на все життя вплинуло на нього.
Виростаючи в глибині сільської місцевості, в оточенні природи Дженнер розвинув любов до неї, яку він зберіг упродовж свого життя. Він міг розпізнати голос кожної птиці та назвати кожну рослину, що росла поруч з його будинком. Одним з його улюблених юнацьких заходів був пошук скам'янілостей серед скель сільської місцевості.
У віці 13 років він став учнем Даніеля Ладлоу, хірурга Чіппінг Содбері, Південний Глостершир, де він за 7 років здобув більшу частину досвіду, необхідного аби стати хірургом. Саме тоді він почув, як одна доярка сказала: «Я ніколи не хворіла на натуральну віспу, бо у мене була коров'яча віспа. Я ніколи не матиму потворного обличчя». У цей час навчання на медичному факультеті університету було і дорогим, і досить теоретичним, і тому найкраща можливість для подальшої освіти була в одній з лондонських лікарень. Лондон тоді не мав університету.
У 1770 році Дженнер став учнем з хірургії та анатомії хірурга Джона Гантера в лікарні Сент-Джорджа. Гантер щойно перебрав великий будинок свого брата Вільяма на вулиці Джерміна, а Дженнер став одним із перших його вихованців. З Гантером Дженнер засвоїв хірургічну техніку і, що важливіше, використання наукового методу, який його інструктор узагальнив так: «Нащо думати; чому б не спробувати експеримент?» Дженнер також був помічником Гантера з анатомії, препарував зоологічні зразки, привезені Джозефом Бенксом під час першого плавання з капітаном Джеймсом Куком у 1772 році. Тісна дружба між учнем і вчителем тривала до того, як Гантер помер від стенокардії в 1793 році. Дженнер зробив клінічні спостереження щодо стенокардії, але не опублікував того, що стосувалося Джона Гантера, який, як він знав, що страждає на цю хворобу.
Дженнер відмовився від пропозиції Кука взяти участь у другому плаванні і через два роки навчання в Лондоні, в 1773 році повернувся в Берклі, де він жив зі своїм старшим братом. Повернувшись до рідної сільської місцевості Дженнер став успішним сімейним лікарем та хірургом, який практикував у Берклі. Медична практика залишила йому достатньо вільного часу для діяльності в місцевих медичних товариствах. Дженнер та інші лікарі утворили «Медичне товариство Глостершир» або «Медичне товариство Фліс», так зване тому, що лікарі зустрічалися в салоні готелю «Фліс Інн», Родборо (Глостершир). Учасники вечеряли разом і читали документи з медичної тематики. Дженнер представив інформацію про стенокардію, деякі запальні хвороби очей та хвороби серцевих клапанів, прокоментував коров'ячу віспу. Він також належав до аналогічного товариства, яке зустрічалося в Альвестоні, поблизу Брістоля.

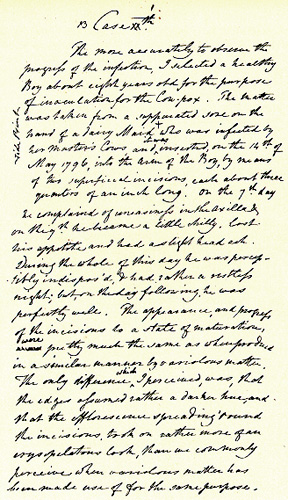
Манускрипт Дженнера з описом проведеної ним першої вакцинації проти натуральної віспи

Він став майстром масоном 30 грудня 1802 року в ложі Віри та дружби № 449. З 1812—1813 років був майстром Королівської ложі Віри і дружби Берклі.

### Зоологічні дослідження
Едвард Дженнер був обраний членом Королівського товариства (FRS) в 1788 році після публікації ретельного дослідження раніше неправильно трактованого життя Звичайної зозулі, дослідження, яке поєднувало спостереження, експеримент та розтин. Він спостеріг і описав, як пташеня зозулі, що щойно вилупилося, виштовхувала з гнізда яйця і пташенят хазяїна гнізда (всупереч існуючій думці, що це робила доросла зозуля. Спостерігаючи за такою поведінкою, Дженнер виявив анатомічну адаптацію до неї — у пташеня зозулі було поглиблення на спині, яке щезало до 12-го дня життя. Це дозволяє зозулиному пташеняті викидати з гнізда яйця та інших пташенят. Доросла зозуля не залишається досить довго в районі, де підкинула яйця. Висновки Дженнера були опубліковані у «Філософських працях Королівського товариства» (Philosophical Transactions of the Royal Society) в 1788 році. У досліди Дженнера щодо поведінки зозулі не вірили повністю, поки художниця Джемайма Блекберн, пильний спостерігач за життям птахів, не побачила сліпого пташеня, що виштовхує яйце з хазяйського гнізда. Її опису та ілюстрації цього було достатньо, щоб переконати Чарлза Дарвіна переглянути своє новітнє видання «Походження видів».
Інтерес Дженнера до зоології зіграв велику роль у його першому експерименті зі щепленням. Він не тільки глибоко розумів анатомію людини завдяки своїй медичній підготовці, але також розумів біологію тварин та її роль у міжвидових кордонах людини та тварин у передачі хвороби. У той час не було можливості знати, наскільки важливий цей зв'язок для відкриття щеплень.

### Здобуття докторського ступеня
Він здобув ступінь доктора медицини в Університеті Сент-Ендрюса в 1792 році. Йому приписують перше поняття стенокардії. У своєму листуванні з Вільямом Геберденом він писав: «Наскільки серце мусить страждати від коронарних артерій, не здатних виконувати свої функції».

### Історія відкриття вакцинації

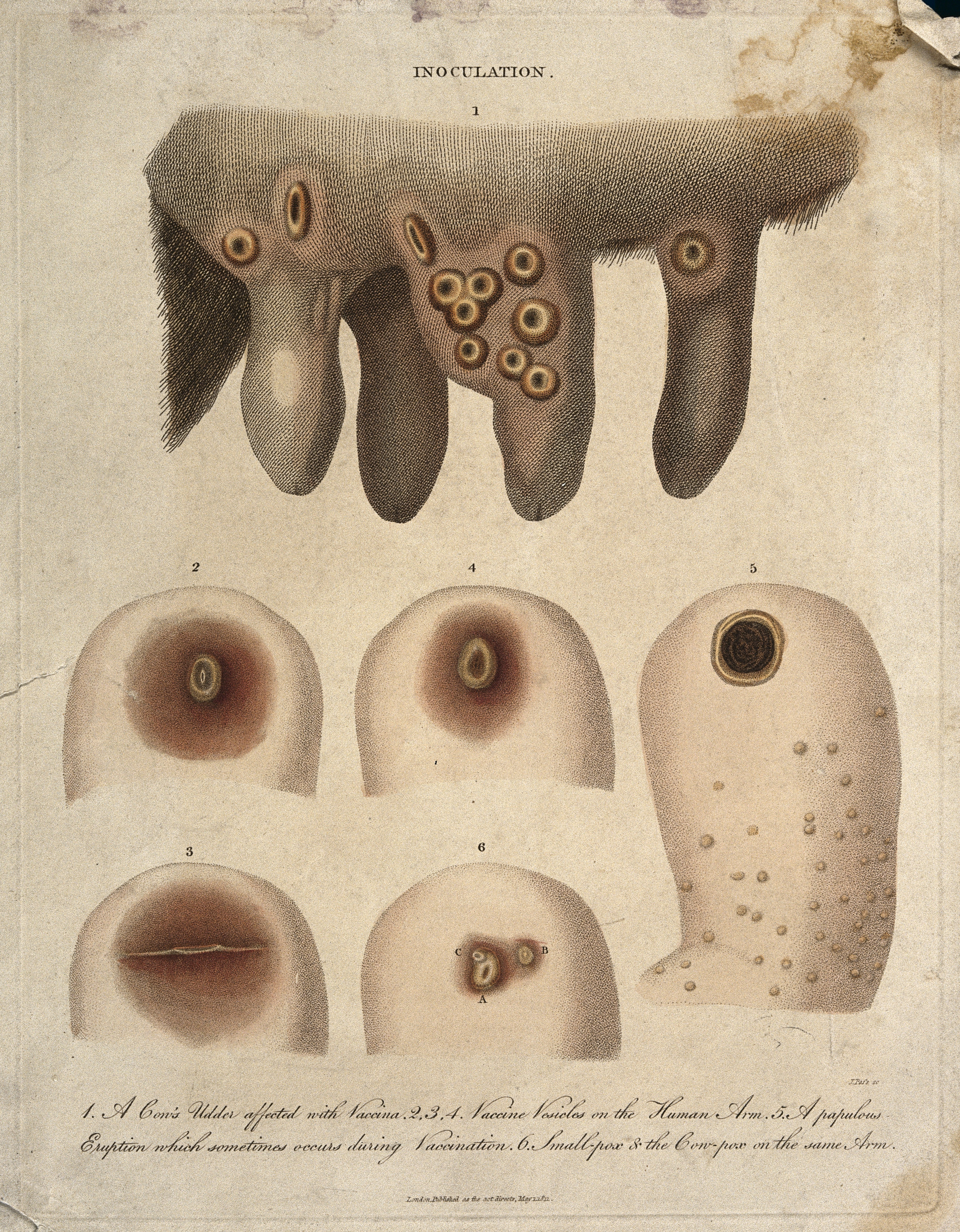
Пустульозні ураження на сосках корів, хворих на коров'ячу віспу. Дженнер виявив, що доярки, які після доїння таких хворих корів переносили цю хворобу, надалі не захворювали на натуральну віспу

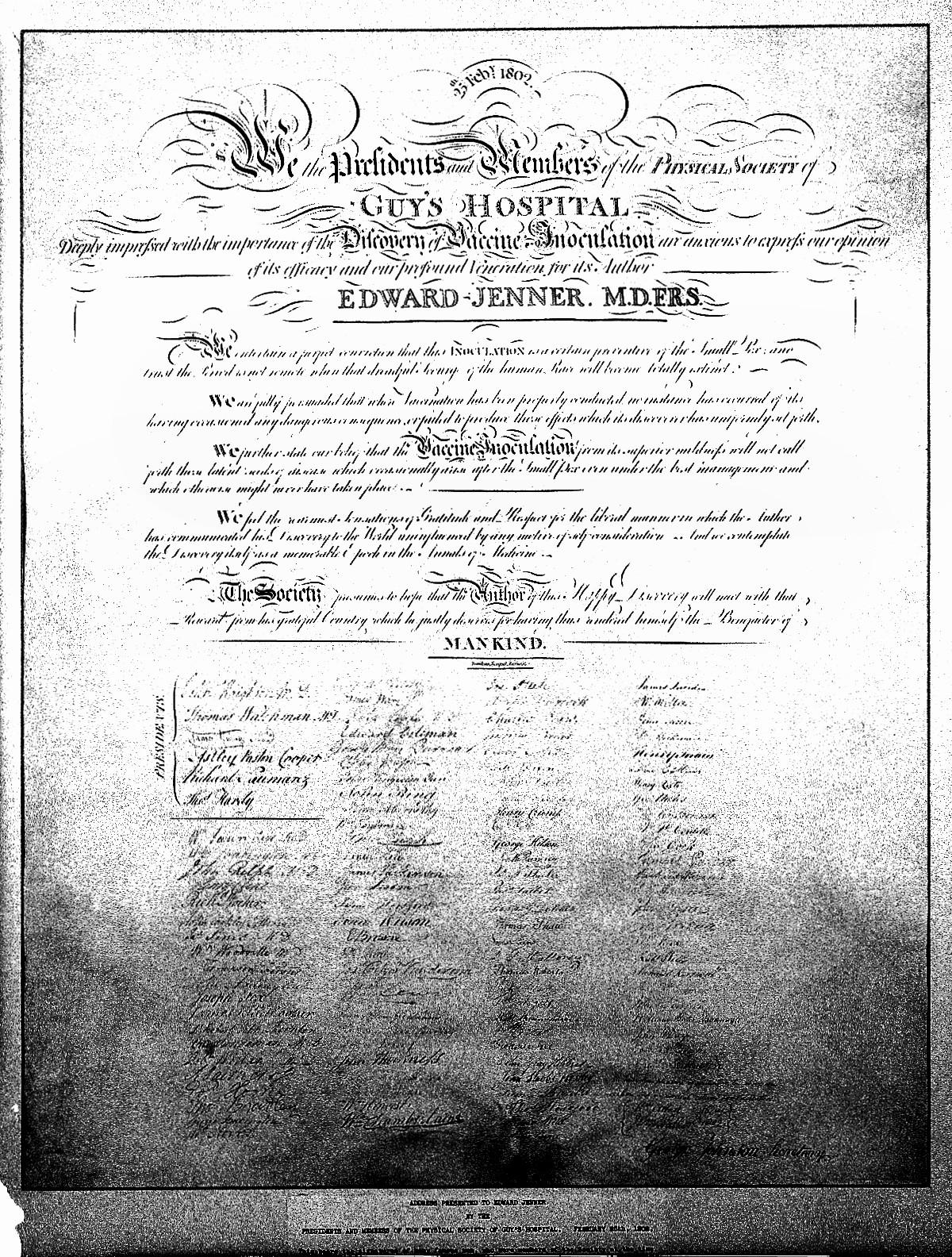
Письмовий висновок про тодішнє розуміння успішності вакцинації, підписаний 120 членами Лондонського товариства фізиків

Ще в давнину намагалися боротися з натуральною віспою. Індійці та китайці оберігалися від неї вводячи підсохлі струпи, отримані зі шкіри хворих, в носові ходи здорових людей. Жителі Персії втирали заразний матеріал в шкіру нехворівших на неї людей. Черкеси, бажаючи зберегти красу своїх дочок, тобто убезпечити від спотворюючих рубців — віспин, робили на закритих частинах тіла спеціальні насічки кинджалом, вістря якого було змочене у віспяному гної. Але при цьому нерідко виникала тяжка, навіть смертельна хвороба.
До досліджень Дженнера був поширений один метод запобігання натуральній віспі — варіоляція (інокуляція), яка на XVIII століття була вже традиційною практикою, але тягнула за собою такі ж серйозні ризики, як і прадавні методи, в тому числі можливість розвитку тяжкої форми хвороби та смерті щепленого; ще одним ризиком був страх, що ті, хто щеплені, потім перенесуть хворобу до тих, хто їх оточує, через те, що вони внаслідок варіоляції стануть переносниками хвороби. У 1721 році леді Мері Вортлі Монтегю імпортувала варіоляцію до Великої Британії після того, як спостерігала це в Константинополі.
До 1768 року англійський лікар Джон Фестер зрозумів, що зараження людини коров'ячою віспою робить її несприйнятливою до натуральної віспи. У наступні роки принаймні п'ять дослідників в Англії та Німеччині (Севел, Дженсен, Джесті, 1774; Ренделл, Плетт, 1791) успішно випробували на людях введення матеріалу від хворих на коров'ячу віспу проти натуральної віспи. Але лише після роботи Дженнера процедура отримала широке сприйняття. Дженнер, імовірно, знав про такі дослідження та їхні результати. Він спочатку використовував варіоляцію, але незабаром виявив, що деякі пацієнти повністю стійкі до захворювання. Запитавши їх він з'ясував, що у цих пацієнтів раніше була коров'яча віспа. Дженнер, знайомий з цим раніше, зробив висновок, що коров'яча віспа не тільки захищає від натуральної, але може бути передана від однієї людини до іншої як цілеспрямований механізм захисту. Дженнер заявив, що от доярки несприйнятливі до натуральної віспи через те, що до них потрапляв гній з пухирів коров'ячої віспи, але тільки якщо був взятий з тих пухирів, що тільки-но з'явилися.
У той період натуральна віспа була не поширена в долині Берклі, і пройшов деякий час, перш ніж він міг випробувати свою теорію.
У 1791 році селянку на ім'я Мері Бердж, яка хворіла раніше на коров'ячу віспу, він прищепив вміст пухиря, взятого у хворого на натуральну віспу. Блідо-червоне запалення з'явилося на місці щеплення і поширилося широко, але воно зникло впродовж кількох днів. Дженнер відзначив, наскільки чудовим є те, що субстрат натуральної віспи спричинює таке запалення швидше, ніж саму натуральну віспу. Він також зауважив, що хоч субстрат від коров'ячої віспи надає захист проти натуральної віспи, він не спричинює захист від самої коров'ячої віспи.
14 травня 1796 року Дженнер отримав згоду на ризикований експеримент від батьків Джеймса Фіппса (батько був садівником у Дженнера), восьмирічного хлопчика. Того дня він перевірив свою гіпотезу, прищепивши Джеймса, який не мав в анамнезі ані натуральної, ані коров'ячої віспи. Дженнер узяв гній з пухирів коров'ячої віспи на руках Сари Нельмес, доярки, яка заразилася від корови під ім'я Блоссом, шкура якої наразі висить на стіні бібліотеки медичної школи Святого Георгія. Випадок Фіппса — це 17-й випадок, описаний у першій праці Дженнера про щеплення. Того дня Дженнер зробив щеплення Фіппсу в обидві руки. Згодом у Фіппса з'явилася гарячка і деяка тривожність, але не було симптомів натуральної віспи.
Дженнер після успішного проведення експерименту над ще 13 щепленими наприкінці 1796 року подав до Королівського товариства звіт, в якому докладно описав це. Однак сер Джозеф Бенкс, президент Королівського товариства та сер Еверард Гоум відхилили рукопис для публікації у «Філософських роздумах». Рада Королівського товариства відмовила Дженнеру через за те, що він «суперечив усталеним знанням» і «це неможливе». Крім того, Дженнера було попереджено: «Йому краще не оприлюднювати таку дику ідею, щоб це не пошкодило його стабільній репутації». Назва його рукопису була «Довідка з природної історії хвороби, відомої в Глостерширі під назвою коров'яча віспа».
Дженнер не зміг відновити свої експерименти до весни 1798 року, оскільки поблизу не зафіксовано нових випадків коров'ячої віспи. У червні 1798 року він опублікував за власний рахунок невелику книгу на 75 сторінках, де виклав свої висновки щодо 23 випадків щеплень, включаючи свого 11-місячного сина Роберта. Для опису речовини, що виробляє коров'яча віспа, Дженнер ввів термін «вірус», стверджуючи, що він повинен бути отриманий від корови і забезпечує постійний захист від натуральної віспи. В описі 4-го випадку свого спостереження Дженнер виклав прояви такої реакції, яка наразі відома як анафілаксія, реакція гіперчутливості організму на чужорідний білок або лікарський засіб.
Публікація Дженнера була не відразу добре сприйнята, і його робота зазнала запеклої критики. Деякі лікарі були скептичними; інші мали фінансовий інтерес до варіоляції. Він поїхав до Лондона, щоб знайти добровольців для вакцинації, але за три місяці не знайшов жодного.
У Лондоні вакцинацію зробили популярною інші, зокрема хірург Генрі Клайн (1750—1827), лікарі Джордж Пірсон (1751—1828) з лікарні Сент-Джорджа та Вільям Вудвіл (1752—1805), голова лондонської лікарні. Виникли певні труднощі, з яких деякі були дуже неприємні. Пірсон, який почав вакцинувати в 1799 році, намагався вкрасти честь відкриття у Дженнера.
У 1799 році Вільям Вудвілл вакцинував близько 600 осіб, але забруднив субстрат коров'ячої віспи речовиною натуральної віспи, і, таким чином, випадково прищепив своїх хворих вірусом натуральної віспи при спробі вакцинації, що призвело до серйозних випадків хвороби і однієї смерті.
Під час цього раннього етапу розробки вакцини, ймовірно, допускалися помилки. У деяких випадках висип натуральної віспи сплутували з висипом коров'ячої віспи, що призводило до використання не того матеріалу для вакцинації. Іншим можливим джерелом помилок було забруднення матеріалу для вакцинації вірусом натуральної віспи, оскільки однакові ланцети використовували як для варіоляції, так і для вакцинації.
Дональд Гопкінс написав: «Унікальний внесок Дженнера полягав не в тому, що він прищепив кільком людям вірус коров'ячої віспи, а потім довів [наступними діями], що вони імунні до натуральної віспи. Більше того, він продемонстрував, що захисний гній від коров'ячої віспи може бути ефективно прищеплений від людини до людини, а не тільки безпосередньо від великої рогатої худоби».
Відомий лікар того часу, сер Волтер Фаркхар запропонував Дженнеру, що якщо той віддасть йому секрет щеплення, то Фаркхар може заплатити йому приголомшливу для того часу суму в сто тисяч фунтів, але Дженнер відмовився і вирішив подарувати своє відкриття світові.
Методика Дженнера виявила свою цінність, і Дженнер став надзвичайно активним у просуванні вакцинації. Цей метод був застосований не тільки лікарями, але й країнами, джентльменами, священнослужителями та шкільними учителями. Дженнер встановив, що лімфу, взяту з пустул коров'ячої віспи, можна сушити в скляній пробірці або кишці й зберігати впродовж трьох місяців, вакцина не втрачала своєї ефективності. Таким чином, висушену вакцину можна було відправити на великі відстані. Жан де Карро, швейцарський лікар, який проживав у Відні, запровадив вакцинацію на континентальній Європі і сприяв надсиланню вакцинного вірусу до Італії, Німеччини, Польщі та Туреччини.
У 1801 році лорд Елгін, британський посол у Константинополі надіслав вакцину до Буссори (Басра), а звідти до Бомбея. Маркіз Велслі, генеральний губернатор Індії, активно сприяв поширенню вакцини, і протягом наступних кількох років в Індії були вакциновані багато тисяч людей.
У штаті Массачусетс Бенджамін Вотергаус (1754—1846), професор теорії та практики фізики Гарвардської медичної школи, був одним з перших, хто переконався у цінності роботи Дженнера, і ввів вакцинацію в США вакциною, отриманою від Дженнера. 8 липня 1800 року він вакцинував свого п'ятирічного сина Даніеля Олівера Вотергауса, який таким чином став першою людиною, якій зробили щеплення в Америці. Після того, як Бенджамін Вотергаус успішно вакцинував свого сина та двох невільників, їм було введено матеріал від хворого на натуральну віспу з негативними результатами. Дженнер також надіслав вакцину президенту Томасу Джефферсону, у якого було щеплено 18 членів його сім'ї та деяких їхніх сусідів у Монтічелло. З цього приводу останній живий представник місцевого племені могікан також був щеплений. Пізніше цей могіканин був увічнений книгою Джеймса Фенімора Купера «Останній з могікан» 1826 року.
У 1802 році британський парламент проголосував за грант для Дженнера у розмірі 10 000 фунтів стерлінгів на знак його відкриття, а в 1806 році — додатковий грант у 20 000 фунтів стерлінгів. У 1803 році в Лондоні було засновано Королівське Дженнеріанське товариство для сприяння вакцинації бідних, і Дженнер взяв велику участь у її справах. Її було замінено в 1808 році національною програмою вакцинації, Національним вакцинним закладом.
Незважаючи на те, що Велика Британія та Франція воювали, у 1804 році Наполеон викарбував медаль на честь відкриття Дженнера, а в 1805 році зробив вакцинацію обов'язковою у французькій армії. Наполеон на прохання Дженнера звільнив його родича капітана Мільмана, англійського військовополоненого, і дозволив йому повернутися додому. Наполеон зауважив, що не може «ні в чому відмовити одному з найбільших благодійників людства».
У 1840 році уряд Великої Британії заборонив варіоляцію. Відкриття Дженнера незабаром поширилося по всій Європі і масово використовувалося в трирічній місії до обох Америк, Філіппін, Макао, Китай під керівництвом доктора Франциско Хав'єра де Бальміс з метою надати тисячі доз вакцини проти натуральної віспи. Експедиція пройшла успішно, і Дженнер написав: «Я не бачу, щоб літописи історії показували такий благородний приклад філантропії, як оцей».
Незважаючи на деякі помилки та випадковості, процес вакцинації швидко поширився і рівень летальності від натуральної віспи знизився. Ускладнень, однак, було багато. Вакцинація здавалася простою, але величезна кількість людей, які її практикували, не обов'язково дотримувались процедури, яку рекомендував Дженнер, і навмисні та неузгоджені нововведення часто погіршували ефективність. Чисту вакцину не завжди було легко отримати, також її не було легко зберегти або передати. Крім того, біологічні фактори імунітету ще не були зрозумілі.
Процес всесвітньої вакцинації проти натуральної віспи зрештою призвів до ерадикації збудника з природи наприкінці 1970-х років.

### Сімейне життя
Дженнер одружився з Кетрін Кінгскот у березні 1788 року. Він, імовірно, познайомився з нею, коли з іншими товаришами експериментував з повітряними кулями. Випробувальна куля Дженнера спустилася в парк Кінгскот (Глостершир), що належали Ентоні Кінгскоту, однією з дочок якого була Кетрін.
Він грав на скрипці в музичному товаристві. Також складав вірші, які мають просту красу, його найкращі вірші — «Звернення до Робіна» та «Знаки дощу», обидва демонструють його любов до села.

## Вшанування
Його сучасники назвали «Благодійник людства». 1813 року йому присуджено почесний ступінь доктора медицини Оксфордського університету.
На його честь назвали астрономічні об'єкти:
- астероїд 5168 Дженнер[8]
- місячний кратер Дженнер[9].

На його честь назвали наукову премію Лондонського королівського наукового товариства — медаль Дженнера.
2002 року було створено список 100 великих британських героїв усіх часів, де Дженнера поставлено на 78-у позицію.